# سكوت غيتس
سكوت غيتس (بالإنجليزية: Scott Gates)‏ (14 أبريل 1988 بفغبرغ في ألمانيا - ) هو لاعب كرة قدم بريطاني في مركز الوسط. شارك مع منتخب اسكتلندا تحت 17 سنة لكرة القدم. أما مع النوادي، فقد لعب مع كارنوستي بانمور ونادي دندي ونادي مونتروز لكرة القدم ونادي اربوراث وفورفار أثلتيك ‏ وLochee United F.C. ‏.

## وصلات خارجية
- سكوت غيتس على موقع قاعدة بيانات كرة القدم.إي يو (الإنجليزية)
- سكوت غيتس على موقع Soccerbase.com (لاعب) (الإنجليزية)